# Trathala assita
Trathala assita är en stekelart som beskrevs av Dasch 1979. Trathala assita ingår i släktet Trathala och familjen brokparasitsteklar. Inga underarter finns listade i Catalogue of Life.